# Carl Dahlhaus
Carl Dahlhaus (Hannover, 10 giugno 1928 – Berlino, 13 marzo 1989) è stato un musicologo tedesco.
Ha avviato l'edizione critica delle opere di Richard Wagner e ideato e diretto il monumentale Manuale di musicologia in 12 volumi (dal 1983).

## Biografia
Dahlhaus studiò musicologia alle Università di Gottinga e Friburgo in Brisgovia. A Gottinga si laureò nel 1953 con una tesi sulle messe di Josquin Despréz. Dopo alcuni anni in cui svolse l'attività di drammaturgo 1950-1958 al Deutsches Theater e come redattore 1960-1962 del Stuttgarter Zeitung, si dedicò alla ricerca.
Dal 1962 al 1966 fu consulente per la ricerca musicologica all'università di Kiel, dove prese l'abilitazione all'insegnamento accademico con un'analisi dell'origine della tonalità armonica. Dal 1967 ebbe la cattedra di Storia della Musica alla Technische Universität Berlin.
I suoi campi di ricerca furono oltre alla storia della musica del XIX e XX secolo, l'estetica musicale, e la teoria della musica. Fu un prolifico autore e editore di scritti enciclopedici, tra cui un manuale di scienza della musica, lo studio dell'opera completa di Richard Wagner e, insieme a Piper, della Enzyklopädie des Musiktheaters.
Le massime autorità della repubblica tedesca insignirono Dahlhaus della "Gran Croce al merito con stella" (Großes Bundesverdienstkreuz mit Stern). Fu membro dell'ordine pour le Mérite e della Deutsche Akademie für Sprache und Dichtung (Accademia tedesca per la lingua e la poesia). Nel 1987 vinse il premio musicale Città di Francoforte (Musikpreis der Stadt Frankfurt).

## Opere
- Fondamenti di storiografia musicale, Firenze, Discanto 1977 (ed. orig. Grundlagen der Musikgeschichte, Köln 1977).
- La concezione wagneriana del dramma musicale, Firenze, Discanto 1983 (ed. orig. Wagners Konzeption des musikalischen Dramas, Regensburg 1971).
- I drammi musicali di Richard Wagner, Venezia, Marsilio 1984, 1994², 1998³, a c. di Lorenzo Bianconi (ed. orig. Richard Wagners Musikdramen,Velber 1971).
- Analisi musicale e giudizio estetico, Bologna, Il Mulino 1987, 1992² (ed. orig. Analyse und Werturteil, Mainz 1970).
- Il realismo musicale: per una storia della musica ottocentesca, Bologna, Il Mulino 1987 (ed. orig. Musikalischer Realismus: zur Musikgeschichte des 19. Jahrhunderts, München 1982).
- Che cos'è la musica? conversazione con Hans Heinrich Eggebrecht, Bologna, Il Mulino 1988-2004 (5 ed.), (ed. orig. Was ist Musik?, Wilhelmshaven 1985).
- con Ruth Katz: Contemplating Music (Sources in the aesthetic of music, selected, edited, annotated and introduced, with original translations, in four volumes), New York: Pendragon Press, 1987-1991. Vol. I Substance (1987); Vol. II Import (1989); Vol. III Essence  (1991); Vol. IV Community of Discourse (1991).
- L'idea di musica assoluta, Firenze, La Nuova Italia 1988 (ed. orig. Die Idee der absoluten Musik, Kassel 1976).
- Beethoven e il suo tempo, Torino, EDT 1990 (ed. orig. Ludwig van Beethoven und seine Zeit, Laaber 1987).
- La musica dell'Ottocento, Firenze, La Nuova Italia 1990 (ed. orig. Die Musik des 19. Jahrhunderts, Wiesbaden 1980).
- La quarta sinfonia di Ludwig van Beethoven, Milano, Ricordi 1992 (ed. orig. Ludwig van Beethoven: IV. Symphonie B-Dur, München 1979).
- Drammaturgia dell'opera italiana, Torino, EDT 2005, a c. di Lorenzo Bianconi (pubblicato per la prima volta da EDT nel 1988, in Storia dell'opera italiana, vol. 6).
- Estetica della musica, Roma, Astrolabio, 2009; ed. or. Musikästhetik, Laaber, Laaber Verlag, 1986.
- In altri termini. Saggi sulla musica, a cura di Alberto Fassone, Ricordi, Milano 2009.